# 23122 Lorgat
23122 Lorgat è un asteroide della fascia principale interna. Scoperto nel 2000, presenta un'orbita caratterizzata da un semiasse maggiore pari a 2,492502 UA e da un'eccentricità di 0,046235, inclinata di 3,383502° rispetto all'eclittica. Ha un diametro di 3,340 km e un'albedo di 0,331.